# Gurwolf
Gurwolf (fr. Courgevaux, frp. Kordzevou) – gmina (fr. commune; niem. Gemeinde) w Szwajcarii, w kantonie Fryburg, w okręgu Lac. 

## Demografia
W Gurwolf mieszka 1 438 osób. W 2020 roku 29,3% populacji gminy stanowiły osoby urodzone poza Szwajcarią.

## Transport
Przez teren gminy przebiegają autostrada A1 oraz drogi główne nr 1 i nr 182. 